# Zophomyia temula
Zophomyia temula là một loài ruồi trong họ Tachinidae.